# Karabinek AS Wał
AS Wał (ros. Автомат Специальный «Вал») – radziecki karabinek automatyczny wyposażony w integralny tłumik dźwięku, przeznaczony dla oddziałów Specnazu. Używany przez jednostki specjalne armii rosyjskiej, MWD i FSB.

## Historia
Do lat 80. uzbrojenie radzieckich oddziałów specjalnych stanowiły głównie karabinki AKM przystosowane do montażu tłumików dźwięku i strzelające specjalną wersją amunicji 7,62 × 39 mm z ciężkim pociskiem. Coraz większe rozpowszechnienie kamizelek kuloodpornych sprawiło, że taka broń mogła okazać się nieskuteczna. Dlatego w ZSRR rozpoczęto prace nad specjalną amunicją o dużej przebijalności, optymalizowanej do stosowania w broni wytłumionej. Efektem tych prac był nabój 9 × 39 mm SP5. Po skonstruowaniu nowej amunicji rozpoczęto projektowanie zasilanej nią broni: karabinka wyborowego WSS Wintoriez i automatycznego AS Wał.

## Opis
AS Wał jest bronią samoczynno-samopowtarzalną. Automatyka broni działa na zasadzie odprowadzania gazów prochowych z długim skokiem tłoka gazowego. Zamek ryglowany przez obrót (6 rygli). Mechanizm spustowy z przełącznikiem rodzaju ognia. Przełącznik ma postać kołka przechodzącego w poprzek komory zamkowej, dźwignia bezpiecznika znajduje się po lewej stronie komory zamkowej. Lufa gwintowana, z otworami w końcowej części, współpracuje z integralnym tłumikiem dźwięku. Kolba składana na lewą stronę broni. Przyrządy celownicze mechaniczne, składają się z muszki i celownika krzywiznowego osadzonych na tłumiku dźwięku. Maksymalna nastawa celownika to 400 m, nastawy co 25 m. Tak gęste nastawy są konieczne z uwagi na właściwości balistyczne pocisku zastosowanego w naboju SP6. Z lewej strony komory nabojowej znajduje się szyna „na jaskółczy ogon” służąca do mocowania celownika optycznego, kolimatorowego lub  noktowizyjnego.